# Joe S. Lawrie

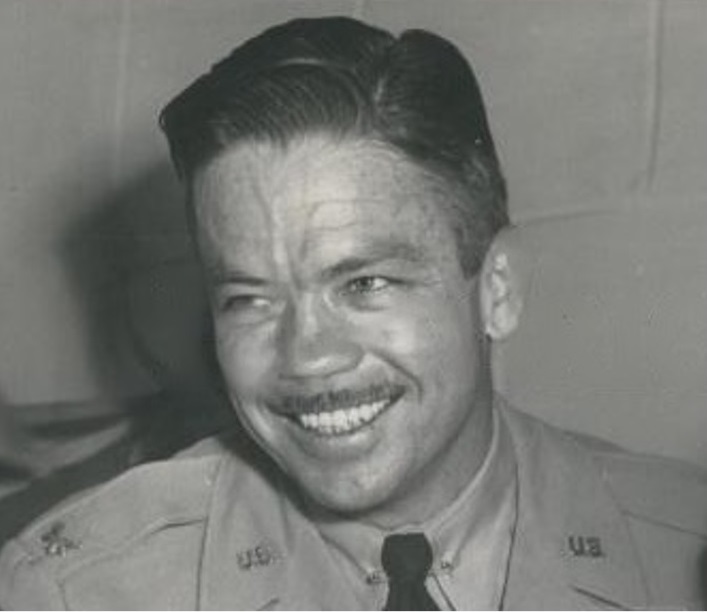
Joe S. Lawrie (1948)

Joe Stallings Lawrie (* 14. Februar 1914 in Suffolk, Virginia; † 25. Februar 2009 in Richardson, Dallas County, Texas) war ein Generalmajor der United States Army. Er war unter anderem Kommandeur der 82. Luftlandedivision und des XVIII. Luftlandekorps.
Joe Lawrie war ein Sohn von George W. Lawrie and dessen Frau Jennie Partridge. Er wuchs in Saint Petersburg in Florida auf, wo er unter anderem die High School besuchte. Daran schloss sich ein Studium an der Louisiana State University an. Über deren ROTC-Programm gelangte er im Jahr 1936 in das Offizierskorps des US-Heeres. Dort gehörte er zunächst der Reserve an. Seit 1937 war er im aktiven Militärdienst. In der Armee durchlief er anschließend alle Offiziersränge vom Leutnant bis zum Zwei-Sterne-General.
Im Lauf seiner militärischen Karriere absolvierte Lawrie verschiedene Kurse und Schulungen. Dazu gehörten unter anderem der Infantry Officer Basic Course, der Infantry Officer Advance Course, der Airborne Course, das Command and General Staff College, das Armed Forces Staff College und das United States Army War College.
In seinen jüngeren Jahren absolvierte er den für Offiziere in den niederen Rangstufen üblichen Dienst in verschiedenen Einheiten und Standorten. Dabei war er unter anderem auf den Philippinen stationiert. Während des Zweiten Weltkriegs war er auf dem pazifischen Kriegsschauplatz eingesetzt. Dort gehörte er dem 503. Infanterieregiment an. Dabei stieg er zunächst zum Kommandeur eines Bataillons und dann zum Regimentskommandeur auf. Lawrie war unter anderem an der Schlacht um Neuguinea und der Rückeroberung der Philippinen beteiligt.
Nach dem Krieg setze er seine Offizierslaufbahn fort. Er absolvierte einige der oben erwähnten Schulen und kommandierte das 508. Infanterieregiment. Zwischenzeitlich gehörte er dem Stab der Joint US Military Advisory Group Thailand an. Außerdem war er Stabsoffizier im Pentagon. Im Jahr 1961 erreichte Joe Lawrie mit seiner Beförderung zum Brigadegeneral die Generalsränge. Er wurde Stabsoffizier bei der 101. Luftlandedivision in Fort Campbell. In der Folge war er Stabsoffizier beim United States European Command. Zwischen dem 2. August 1965 und dem 14. April 1967 hatte er, inzwischen im Rang eines Generalmajors, das Kommando über die in Fort Bragg stationierte 82. Luftlandedivision.
Nach seiner Zeit als Divisionskommandeur wurde Joe Lawrie zum Stab des XVIII. Luftlandekorps versetzt. Im Jahr 1967 war er für einige Zeit kommissarischer Kommandeur dieses Korps. Das Amt als kommissarischer Korps-Kommandeur hatte er im Jahr 1965 für kurze Zeit schon einmal ausgeübt. Im Juni 1967 schied er aus dem aktiven Militärdienst aus.
Joe Lawrie verbrachte seinen Lebensabend zunächst in San Antonio in Texas und dann in Richardson im gleichen Bundesstaat. Er betätigte sich als Photograph, wobei seine Bilder in verschiedenen Ausstellungen gezeigt wurden. Der seit 1937 mit Edna Dorothy Gilmore (1912–1999) verheiratete Offizier starb am 25. Februar 2009 und wurde auf dem Friedhof im Sparkman Hillcrest Memorial Park in Dallas beigesetzt.

## Orden und Auszeichnungen
Joe Lawrie erhielt im Lauf seiner militärischen Laufbahn unter anderem folgende Auszeichnungen:
- Army Distinguished Service Medal
- Silver Star
- Legion of Merit
- Bronze Star Medal
- Air Medal